# Los cuentos de tío Vázquez
Los cuentos de tío Vázquez és una sèrie de còmic creada el 1968 per Vázquez per a la revista Din Dan de l'Editorial Bruguera, debutant al seu número 27 del mes d'agost.

## Trajectòria editorial
La sèrie va començar com una narració de contes narrats pel mateix Vázquez als seus creditors per evitar pagar-los, però va canviar a partir del nº147 (1970) quan els falsos flashbacks passaven a l'oblit i la sèrie s'omplia d'acció, persecucions i violència.
Com acostumava a passar amb Vázquez, al no lliurar puntualment les seves historietes algunes de les pàgines d'aquesta sèrie van ser escrites i dibuixades per altres autors que treballaven a l'estudi de l'Editorial Bruguera.
Després de la cancel·lació de Din Dan, la sèrie va aparèixer a altres revistes de la casa, com Sacarino (1975), Super Carpanta (1977-1981), Super Mortadelo (1972-1986) i Bruguelandia (1981-1983).
Algunes de les historietes van ser recopilades en el número 25 de la col·lecció Olé el 1971. En 2010, i aprofitant l'estrena de la pel·lícula El gran Vázquez, Edicions B va tornar a reeditar-ho.

## Característiques
Es tracta d'històries que narren les situacions més grotesques i surrealistes protagonitzades per un Vázquez de llegenda que, perseguit permanentment pels seus creditors (el seu sastre, el propietari de la casa o cobradors diversos), surt sempre del mal pas fent ús de les estratagemes més irreverents, mesquines i inimaginables. És, en una paraula, humor en el seu nivell més alt. La llegenda del Vázquez professional de la mentida i la gorra es retroalimentava en aquesta sèrie de forma gairebé irreflexiva per part del mateix autor, fins al punt que ja no es podia separar la realitat de la ficció. El mite va arribar a superar l'autor, i la llegenda segueix viva, com va demostrar la pel·lícula dirigida per Óscar Aibar El Gran Vázquez (2010). Però, com acostumava a passar amb Vázquez, al no lliurar puntualment les seves historietes algunes de les pàgines d'aquesta sèrie van ser escrites i dibuixades per altres autors que treballaven a l'estudi de l'Editorial Bruguera.

## Antecedents i successors
Manuel Vázquez ja s'havia caricaturitzat a ell mateix a la historieta El Gran Vázquez, pertanyent a la sèrie "La Historia ésa, vista por Hollywood" i apareguda en el número 5 de la revista "Can Can". Amb aquesta nova sèrie va ser un pas més enllà, presentant-se com un morós impenitente, que intenta escapar dels seus creditors, especialment sastres, gràcies a la seva xerrameca.
Posteriorment, Vázquez va autocaricaturizar-se en obres com ¡Vámonos al bingo! i Yo, dibujante al por mayor per a la revista JAuJA; Tipos peligrosos (posteriorment, Gente Peligrosa) per a Mortadelo i Super Mortadelo; Las cartas boca arriba per a Súper Mortadelo; La herencia del tio Baldomero, per a la revista Makoki; o fins i tot en les tires que va dibuixar per al diari El Observador o la sèrie Así es mi vida per al diari El País, a més de Las inefables aventuras de Vázquez, agente del fisco, per a la revista Viñetas. A l'època de Bruguera també apareix fent de malvat en algunes historietes d'Anacleto, agente secreto.

## Adaptacions a altres mitjans
En la pel·lícula El gran Vázquez el personatge de Vázquez apareix en diverses escenes. El treball va ser realitzat per Phillip Vallentin per a l'empresa Espresso Animation i la seva veu va ser posada per Santiago Segura, que interpretava a Vázquez.

## Publicació
Algunes de les publicacions on s'ha publicat el Personatge

| Publicació        | Any de Publicació | Editorial                | Als Números | Notes                    |
| ----------------- | ----------------- | ------------------------ | ----------- | ------------------------ |
| Pulgarcito        | 1984              | Editorial Bruguera, S.A. | 85          | A Pulgarcito EXTRA OTOÑO |
| DIN DAN. Epoca II | 1971              | Editorial Bruguera, S.A. | 5,6,7,9,127 |                          |
| Mortadelo         | 1983              | Editorial Bruguera, S.A. | 39          |                          |
| Magos del Humor   | 1971              | Editorial Bruguera, S.A. | 3           |                          |